# Verginia

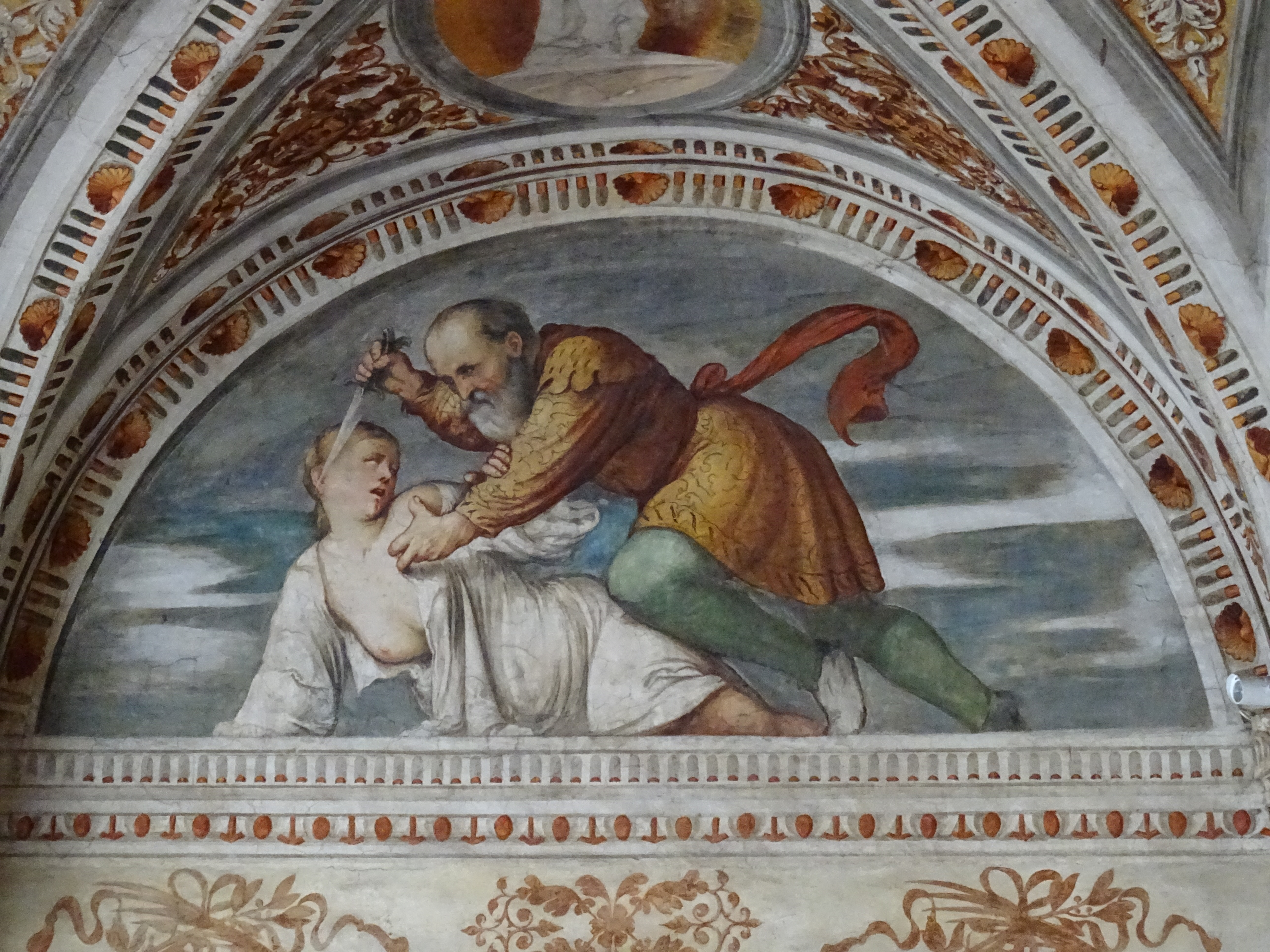
Romanino, De moord op Verginia

Verginia, of Virginia, was het onderwerp in een Romeins verhaal, gerelateerd aan de verhalen uit Titus Livius' Ab Urbe Condita.
Het volk van Rome was geagiteerd door de decemviri omdat deze geen legitieme verkiezingen wilden organiseren, corrupt waren, en vele andere misbruiken pleegden. Het leek bijna of ze wilden terugkeren naar de heerschappij zoals deze bestond in de Romeinse Koningstijd, die een aantal decennia voordien omvergeworpen was. In 451 v.Chr. kreeg Appius Claudius Crassus een oogje op Verginia, een van de mooiste meisjes van het plebs. 
Zij was de dochter van Lucius Verginius, een gerespecteerd centurion. Verginia was reeds beloofd aan Lucius Icilius, een voormalig tribuun van het plebs. Toen zij Crassus weigerde, liet deze laatste Marcus Claudius, een van zijn cliens, onder het volk het nieuws verspreiden dat zij in feite Crassus' slavin was.
Hierop ontvoerde Marcus Claudius de jonge deerne toen zij op weg naar school was. Het volk op het Forum uitte hierop zwaar protest aangezien zowel Verginius en Icilius gerespecteerde mannen waren binnen de samenleving. Marcus Claudius moest de zaak voordragen voor de decemviri, welke door Crassus zelf geleid werden. Verginius werd van het veld opgeroepen om zijn dochter te verdedigen. Terwijl het gerecht wachtte op haar vader, slaagde Icilius er, na gewelddadige bedreigingen, in om Verginia naar haar huis te laten terugkeren. Claudius' medestanders probeerden de boodschappers die naar Verginius waren gestuurd tegen te houden, doch zij kwamen te laat om Verginius' komst te verijdelen.

## Verginius vermoordt zijn eigen dochter
Toen Verginius twee dagen later samen met zijn volgelingen op het Forum Romanum verscheen, gunde Claudius hem echter geen spreekrecht en verklaarde dat Verginia inderdaad Crassus' slavin was. Crassus had een gewapend escorte meegebracht en beschuldigde het volk van rebellie. Verginius' volgelingen verlieten hierop het Forum zonder geweld te gebruiken. Verginius smeekte om zelf zijn dochter te mogen ondervragen. Claudius ging hiermee akkoord doch Verginius stak zijn dochter neer naast het Sacrum Cloacinae. Dit was volgens hem de enige manier om haar vrijheid te vrijwaren. Verginius en Icilius werden gearresteerd waarop hun volgelingen terugkwamen om de lictoren aan te vallen en hun fasces te vernietigen.

## Herstel van de Romeinse Republiek
Livius vergeleek dit feit met de verkrachting van Lucretia en het omverwerpen van de Romeinse monarchie in 509 v.Chr.. Dit was een directe aanleiding voor de omverwerping van de decemviri en het herstel van de Romeinse Republiek; de senaat en het volk namen hun vrijheid terug die ze aan lachwekkende tirannen hadden toevertrouwd.
Later pleegde Claudius in de gevangenis zelfmoord.  
Verginia wordt eveneens besproken in Titus Andronicus.